# Реберг (Гарц)
Реберг (нем. Rehberg) — гора в Нижней Саксонии, Германия. Четвёртая гора по высоте в Нижней Саксонии. Высота — 893 м.

## География

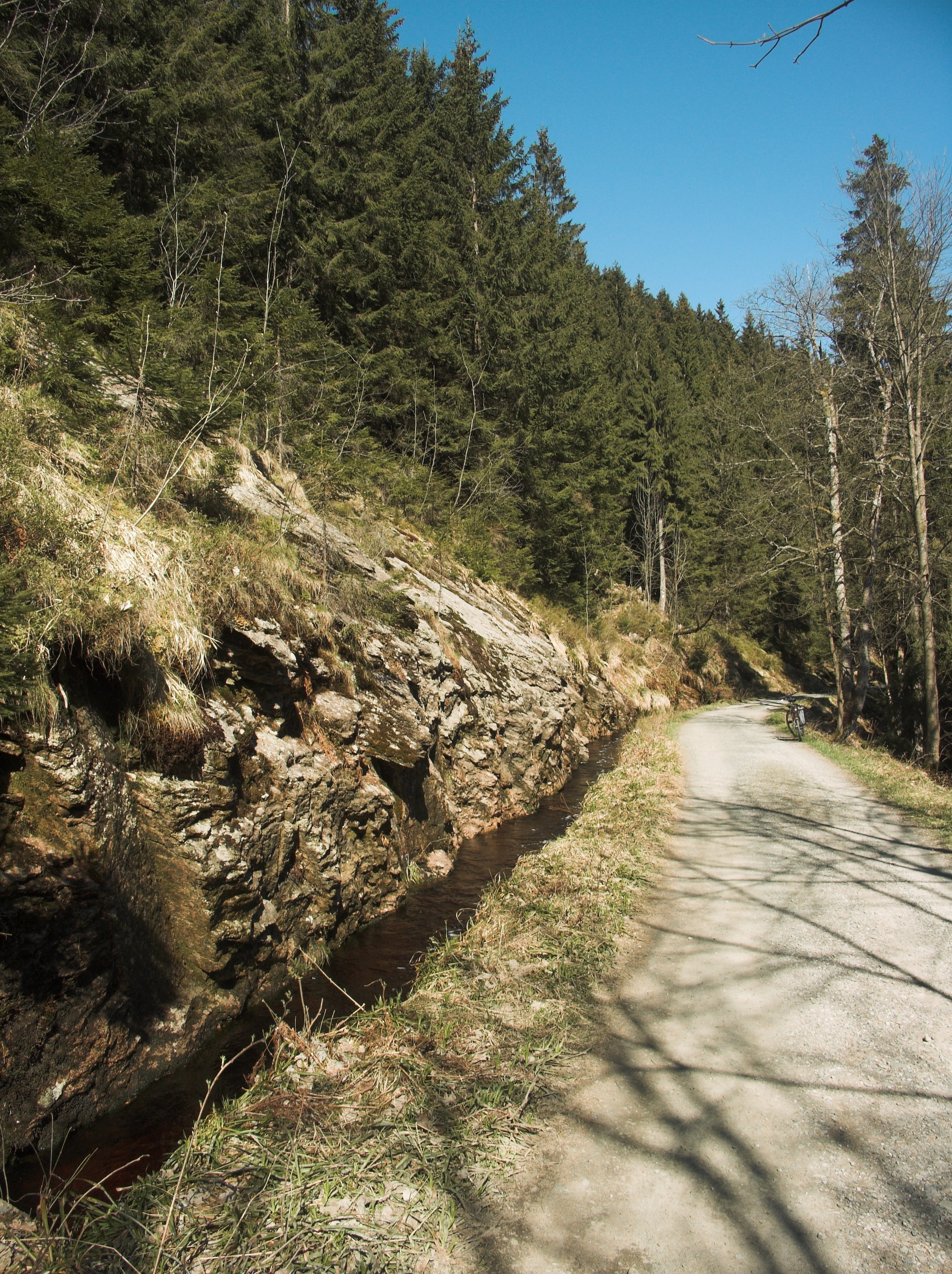
Ров

Расположена в национальном парке Гарц севернее Санкт-Андреасберга.  Вершина плоская и широкая, которая в основном покрыта лесом. Гора некоторое время была труднодоступной. На восточной и южной сторонах находится ров, на котором находится дом Ребергов. Несколько выше находится дорога вокруг горы для туристов и лыжников.